# Roger Tsien
Roger Yonchien Tsien (født 1. februar 1952, død 24. august 2016) var en amerikansk biokemiker, der videreførte arbejdet med grønt fluorescerende protein, som blev opdaget af Osamu Shimomura, og som Martin Chalfie påviste kunne fungere som en markør i forskellige biologiske processer. Tsiens arbejde gik ud på at anvende proteinet som farvekode i celler og proteiner, hvilket muliggør observationer af flere samtidige biologiske processer. Det har blandt andet betydning ved undersøgelsen af kræftcellers spredning.
For sit arbejde modtog Tsien sammen med Shimomura og Chalfie i 2008 Nobelprisen i kemi.